# Skäggspretgräs
Skäggspretgräs (Leptochloa fusca) är en gräsart som först beskrevs av Carl von Linné, och fick sitt nu gällande namn av Carl Sigismund Kunth. Enligt Catalogue of Life ingår Skäggspretgräs i släktet spretgräs och familjen gräs, men enligt Dyntaxa är tillhörigheten istället släktet spretgräs och familjen gräs. IUCN kategoriserar arten globalt som starkt hotad. Arten förekommer tillfälligt i Sverige, men reproducerar sig inte.

## Underarter
Arten delas in i följande underarter:
- L. f. fascicularis
- L. f. muelleri
- L. f. uninervia

## Bildgalleri

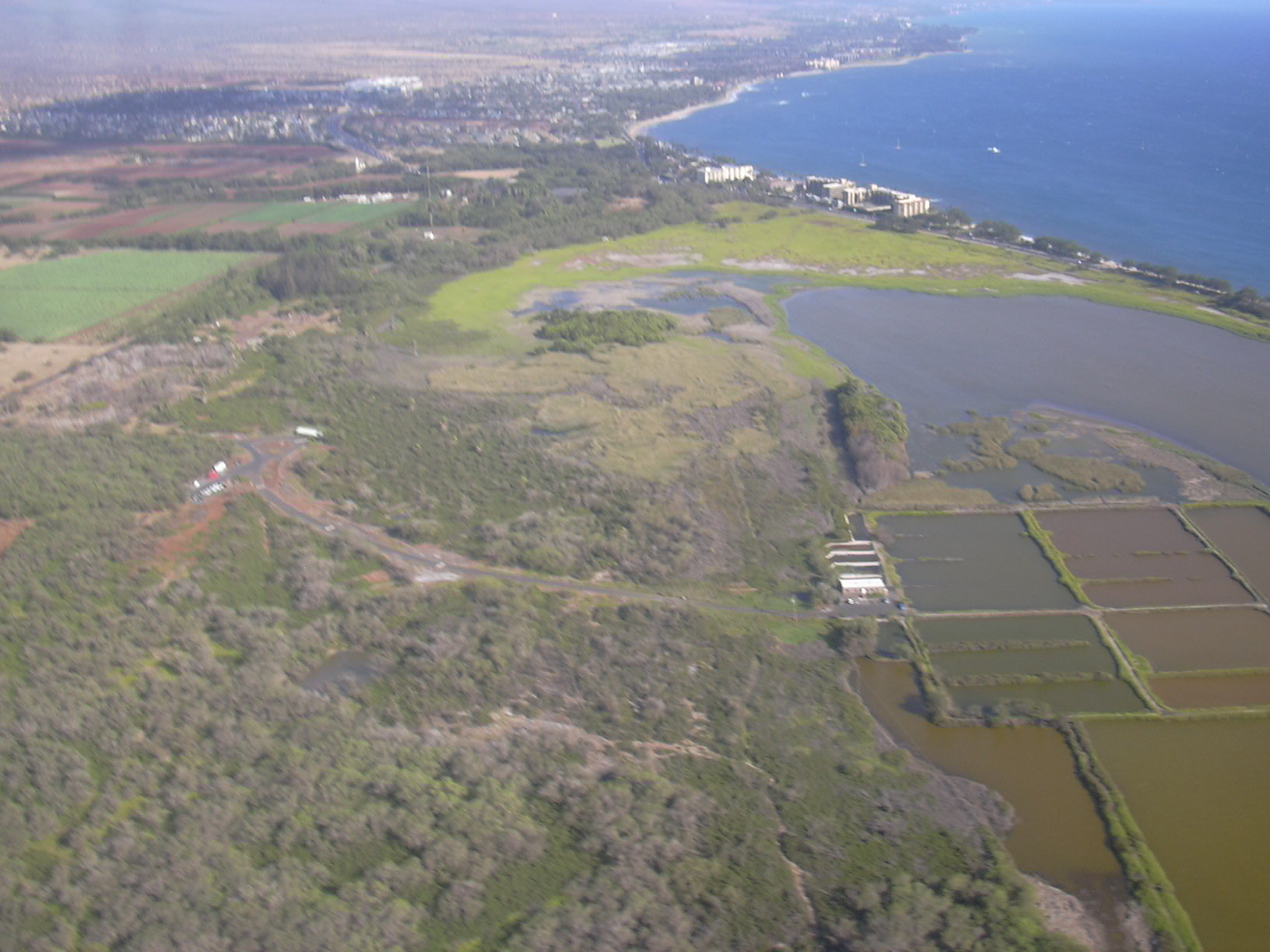
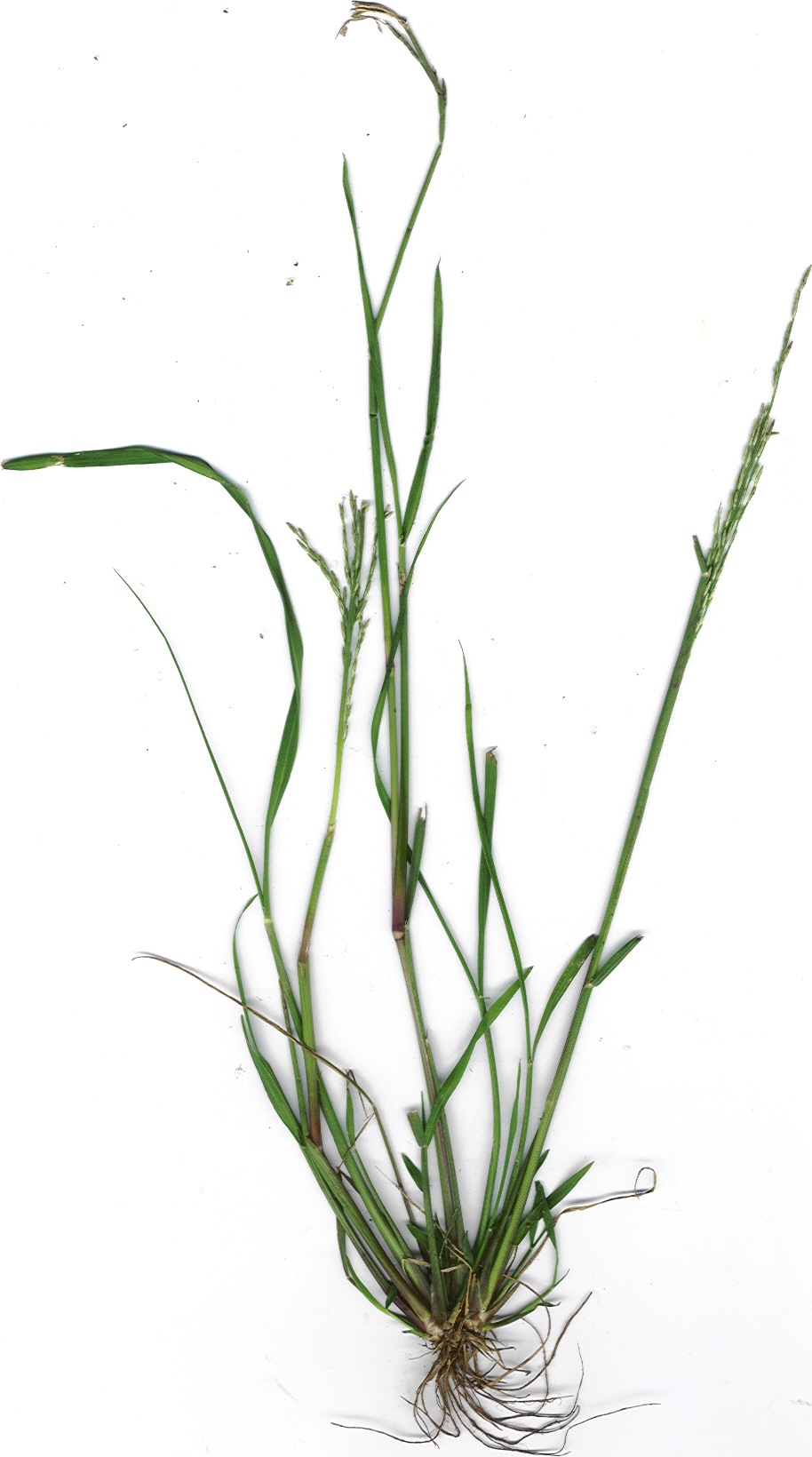
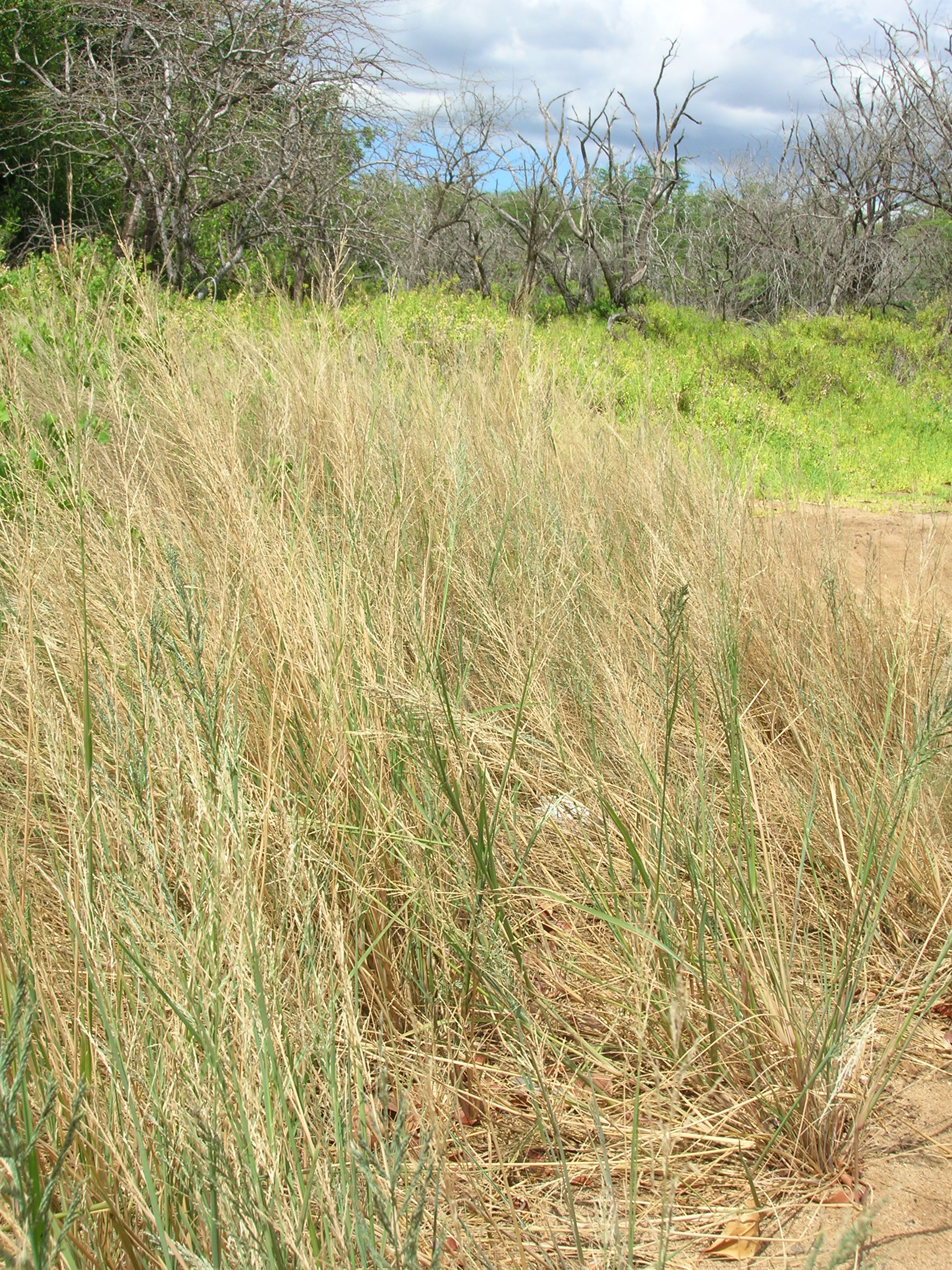
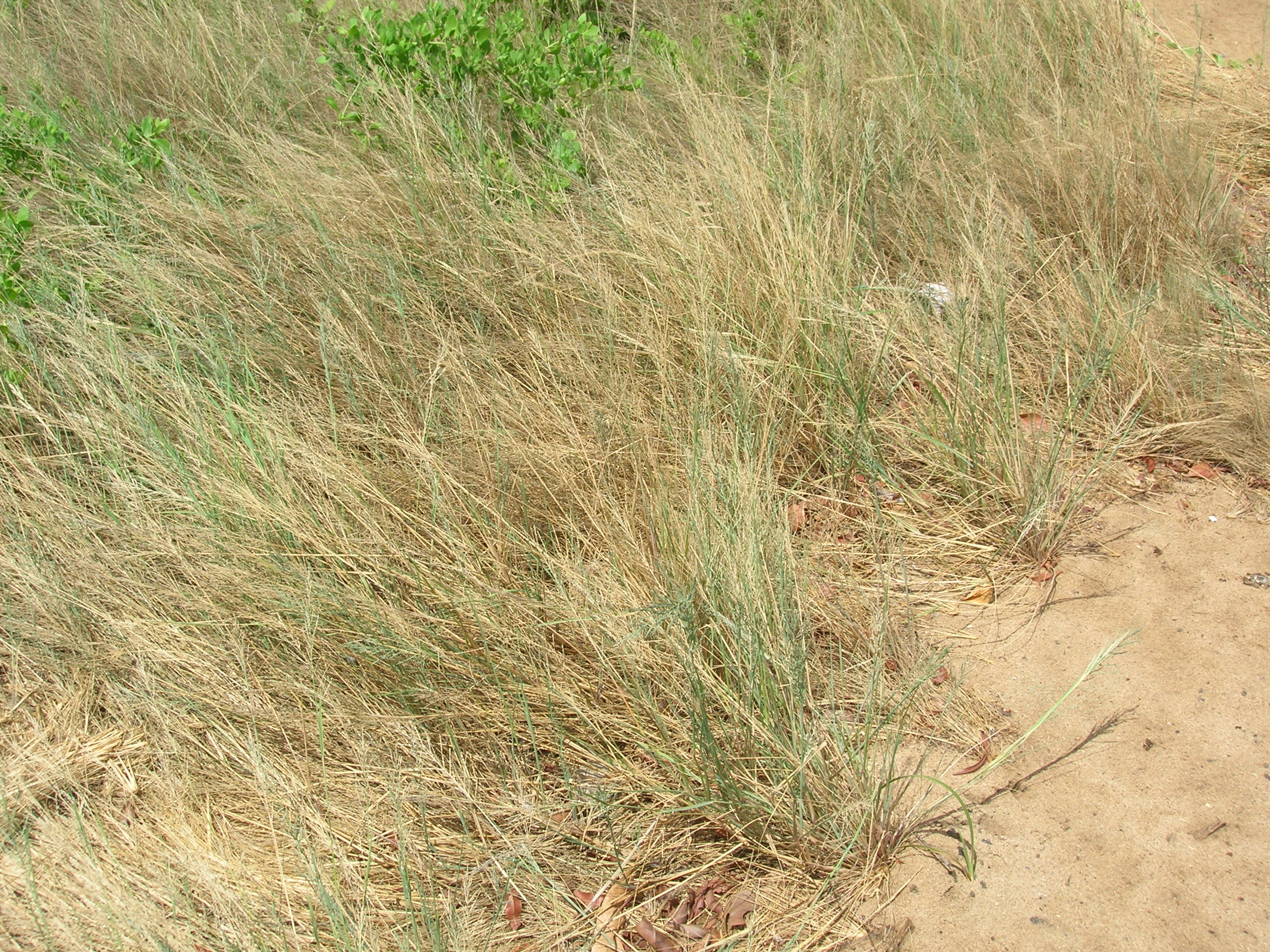
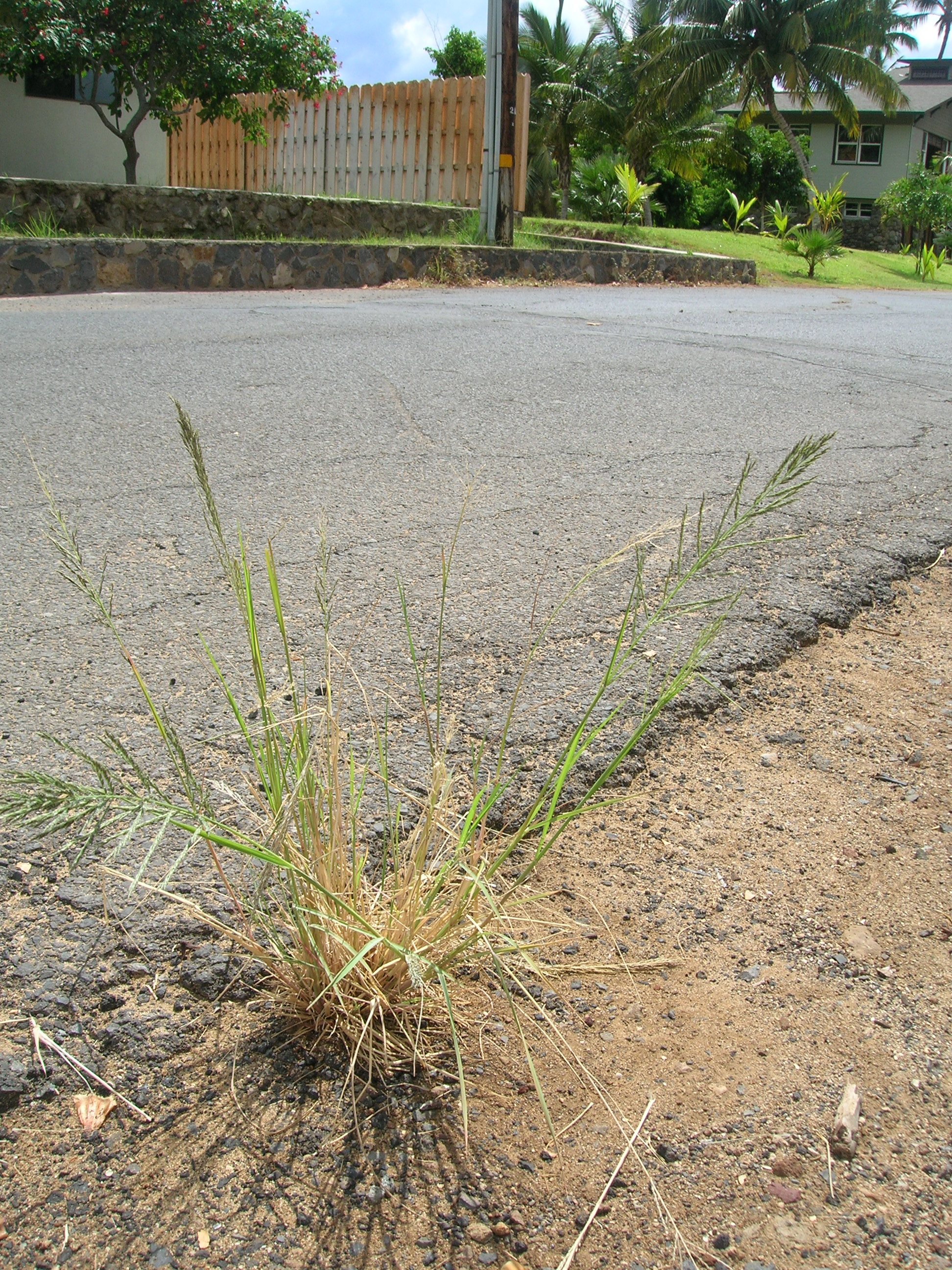
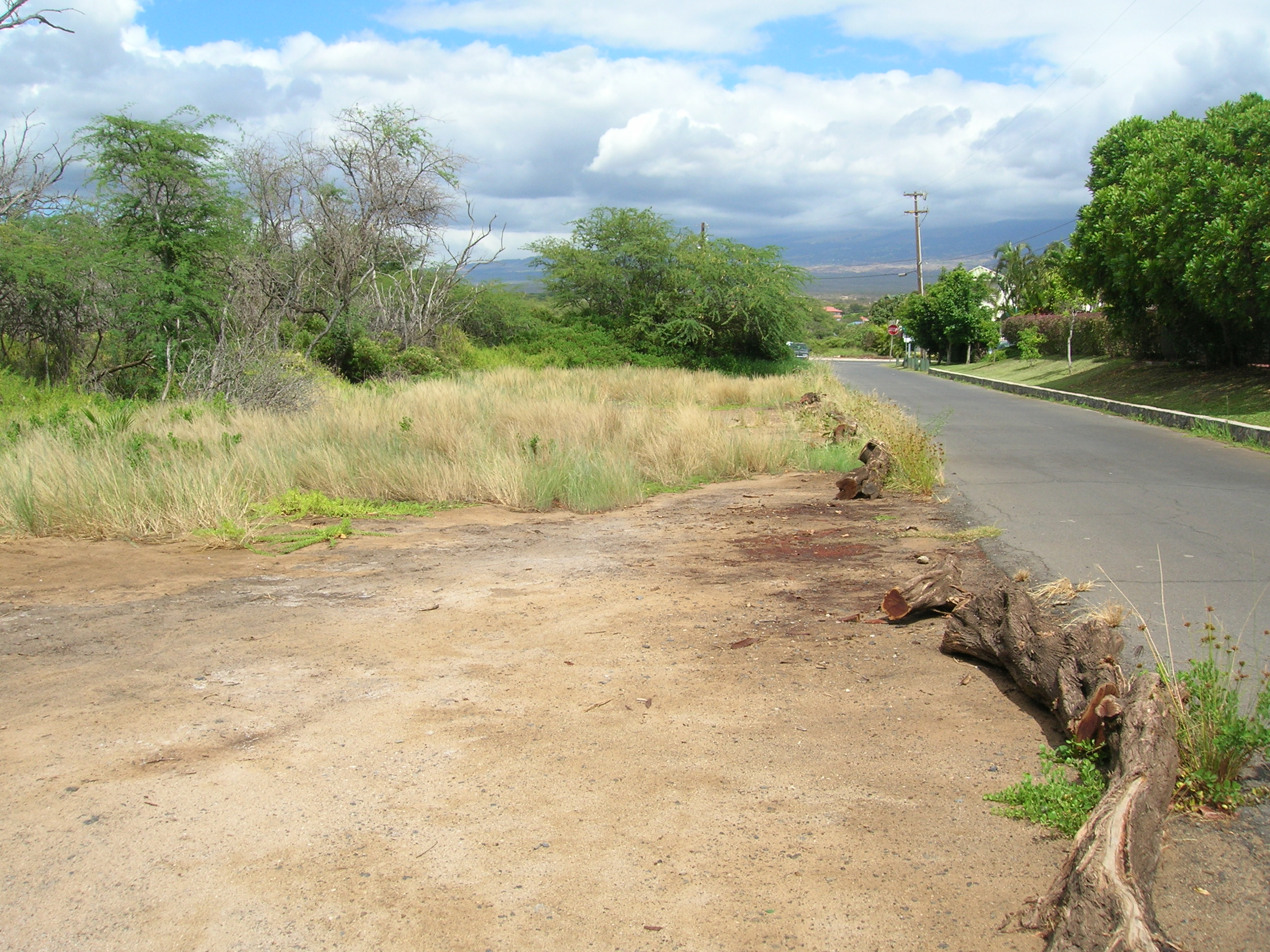